# Notiosorex crawfordi
Notiosorex crawfordi là một loài động vật có vú trong họ Chuột chù, bộ Soricomorpha. Loài này được Coues mô tả năm 1877.